# Susan Lee
Susan Lee, avstralska veslačica, * 7. junij 1966. 
Leejeva je bila krmarka avstralske posadke četverca s krmarjem, s katero je leta 1984 na Olimpijskih igrah v Los Angelesu osvojila bronasto medaljo. To je bila prva olimpijska medalja v ženskem veslanju za Avstralijo. 